# Tahaa
Tahaa (anche con la grafia Taha'a in lingua tahitiana; anticamente: 'Uporu) è un'isola facente parte dell'arcipelago delle Isole della Società, precisamente nel gruppo delle Isole Sottovento, nell'Oceano Pacifico. Amministrativamente è ricompresa nella Collettività d'Oltremare della Polinesia Francese e costituisce un comune francese (capoluogo Patio) del dipartimento d'Oltremare delle Isole Sottovento.

## Geografia
Tahaa svetta dalle acque del Pacifico a nord della vicinissima isola di Raiatea: appena 4 km di mare, formanti la Baia di Apu, separano le due isole, che condividono la barriera corallina. Secondo una leggenda polinesiana, Tahaa e Raiatea sarebbero state divise dal colpo di coda di un'anguilla posseduta dallo spirito di una principessa.
A circa 17 km a nord-ovest sorge invece Bora Bora, la più vicina delle altre Isole Sottovento.
Tahaa ha una forma pressoché circolare, intervallata però da profonde insenature: trattasi, a sud-ovest, della baia di Hurepiti e, ad est, delle baie di Raei, Fahaa e Haamene.

## Flora e fauna
Tahaa è ricoperta da una lussureggiante vegetazione, composta per lo più da palme da cocco.
Le sue acque pullulano di granchi, barracuda, squali grigi, napoleoni, delfini, ostriche e coralli.

## Centri abitati
Patio è il principale centro dell'isola, Tiva è il maggiore porto. Tahaa non dispone invece di un aeroporto, potendo comunque contare su quello, assai vicino, di Uturoa, sull'isola di Raiatea.

## Economia
Come gran parte delle isole polinesiane, Tahaa fonda la propria economia essenzialmente sulla pesca e sul turismo: sui motu (le sottili lingue di terra che svettano dalla barriera corallina) che la circondano, soprattutto a nord, sorgono numerosi hotel e villaggi turistici, consistenti in genere in fares, ovvero bungalow collegati tra loro da passerelle in legno.
Tahaa è molto rinomata nel mondo per la produzione della vaniglia, di cui copre circa l'80% dell'intera produzione polinesiana. Nell'isola si coltiva specificamente la varietà della Vanilla tahitensis, ottenuta dall'incrocio dei baccelli della Vanilla planifolia con quelli della Vanilla pompona. Nella sua aria è così inconfondibile l'aroma di vaniglia, che Tahaa è detta anche "isola della vaniglia".
Un'altra fonte di reddito per i locali è la raccolta delle perle nere, facilitata dall'abbondanza di ostriche nelle baie dell'isola.
Grazie alla lussureggiante foresta di palme da cocco, un'attività molto importante per l'economia locale è anche la produzione della copra.

## Tradizioni
Un'antica tradizione di Tahaa è la "pesca con il sasso" (tautai-taora in lingua locale), molto diffusa, soprattutto in passato, presso le isole dell'Oceania. I pescatori si collocano a coppia su diverse canoe tutte allineate ad alcune decine di metri dalla costa, all'interno della barriera corallina: su ciascuna imbarcazione, un pescatore si colloca a prua e percuote la superficie marina con una grossa pietra legata ad una corda, mentre l'altro voga verso la costa. I pesci, spaventati dal rumore, fuggono verso la riva, a pochi metri dalla quale li attendono altri pescatori (solitamente delle donne). Questi, con le proprie gambe, ne impediscono la fuga e, a mano a mano che i pesci si avvicinano, li catturano a mani nude e li caricano su ceste o su altre canoe. La pesca con il sasso a Tahaa si svolge oggi, per lo più, durante la festa di ottobre: per l'occasione le canoe da pesca vengono ornate da ghirlande di tiarè, il tradizionale fiore polinesiano.

## Sport
A livello sportivo, Tahaa è, con Bora Bora, Raiatea e Huahine, una delle quattro isole tra le quali si svolge l'Hawaiki Nui Va'a, competizione internazionale di canoe polinesiane (va'a).

## Galleria d'immagini

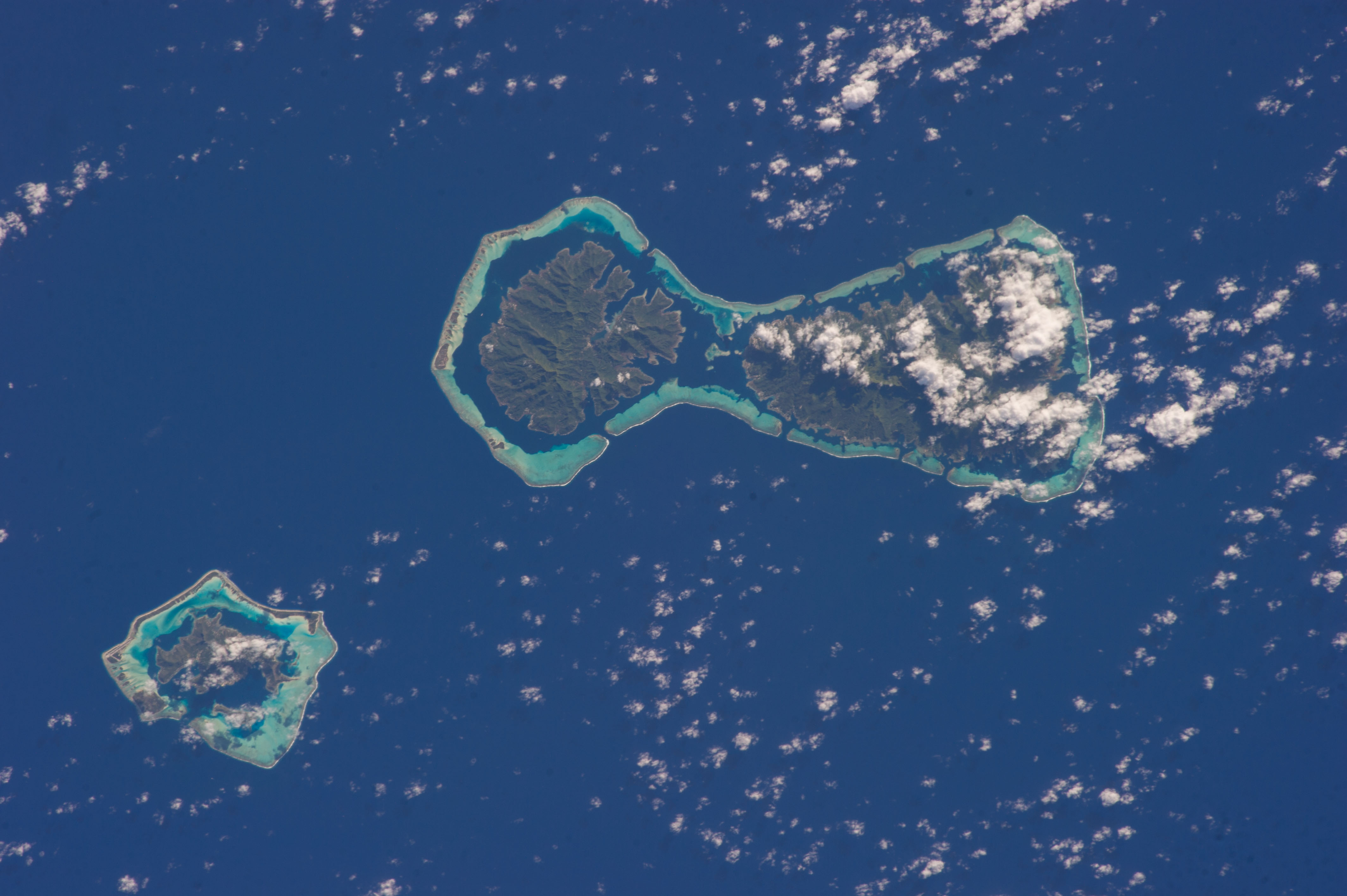
Tahaa (al centro) tra Bora Bora (in basso a sinistra) e Raiatea (a destra) in una veduta satellitare
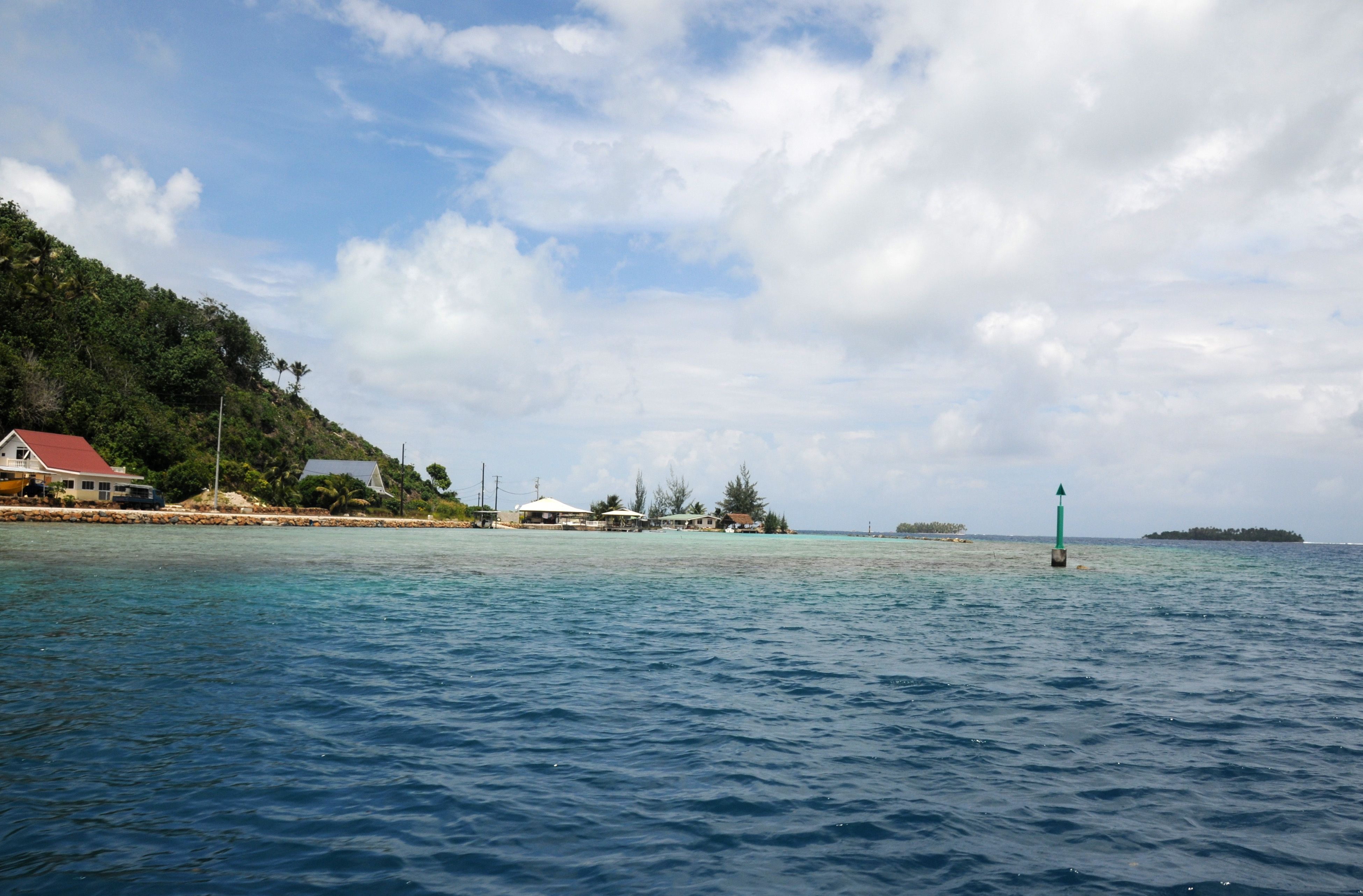
La baia di Haamene
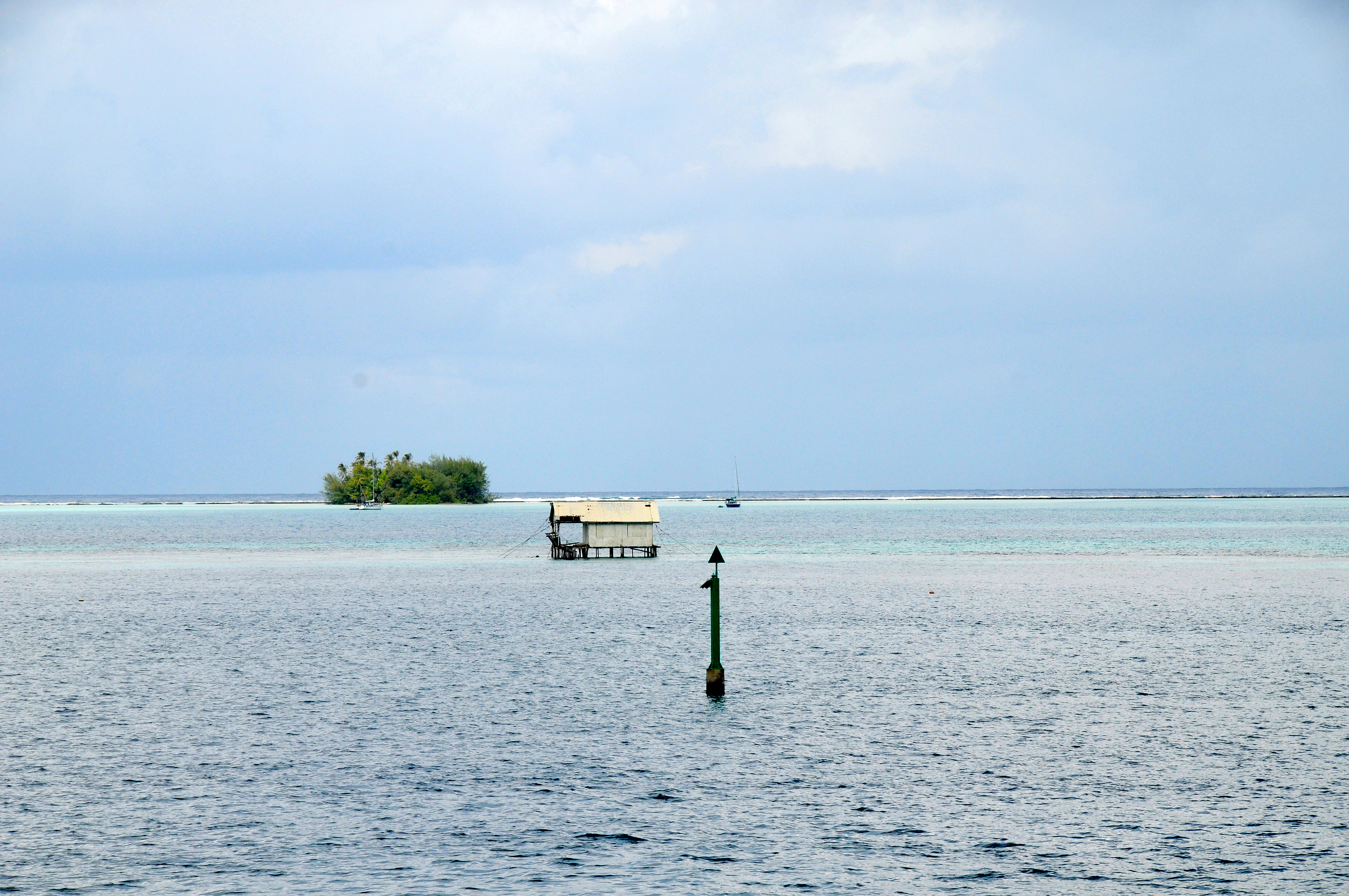
La baia di Raei
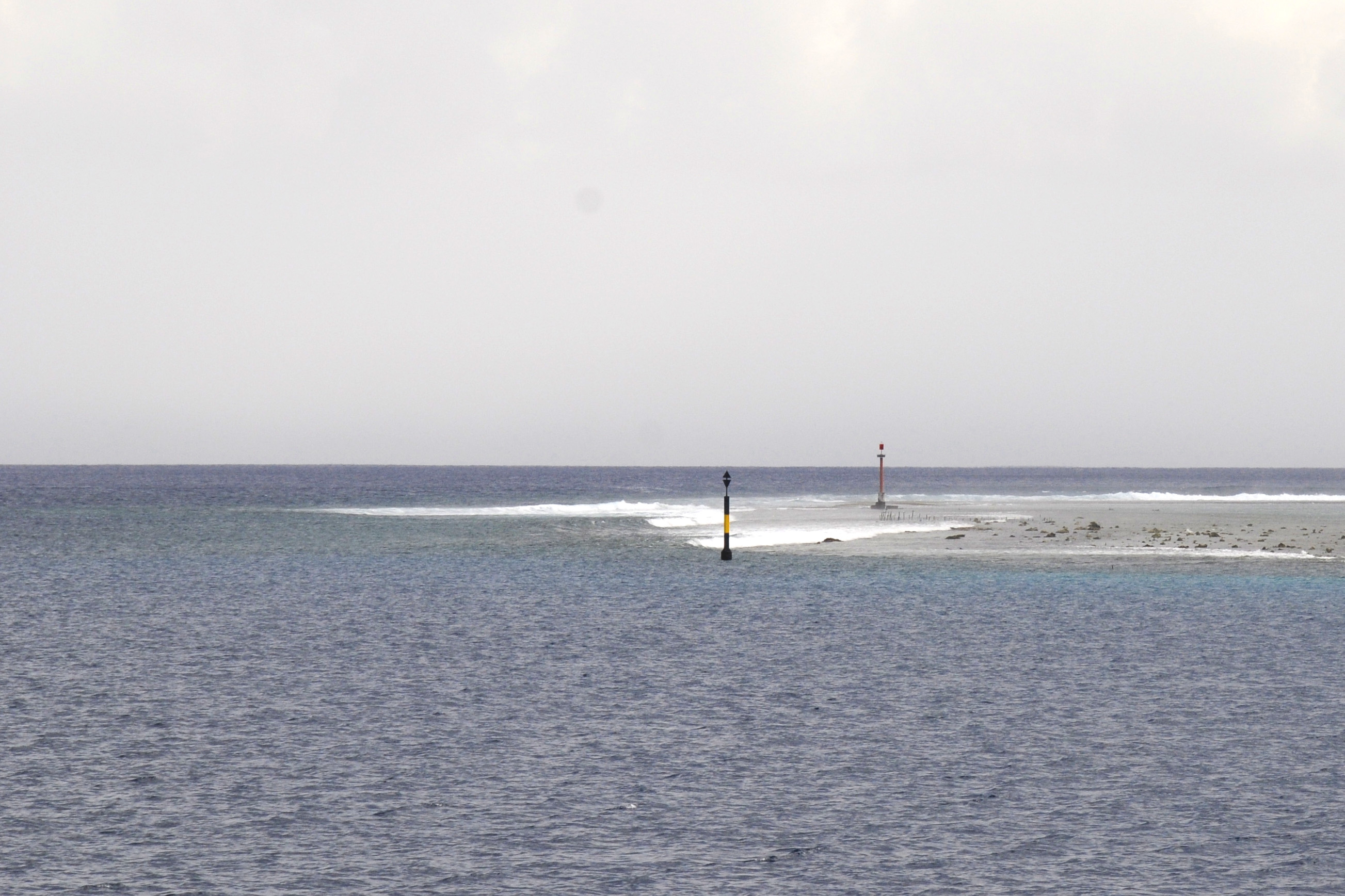
Segnalazioni dell'unico punto di attraversamento della barriera corallina, nella baia di Hurepiti
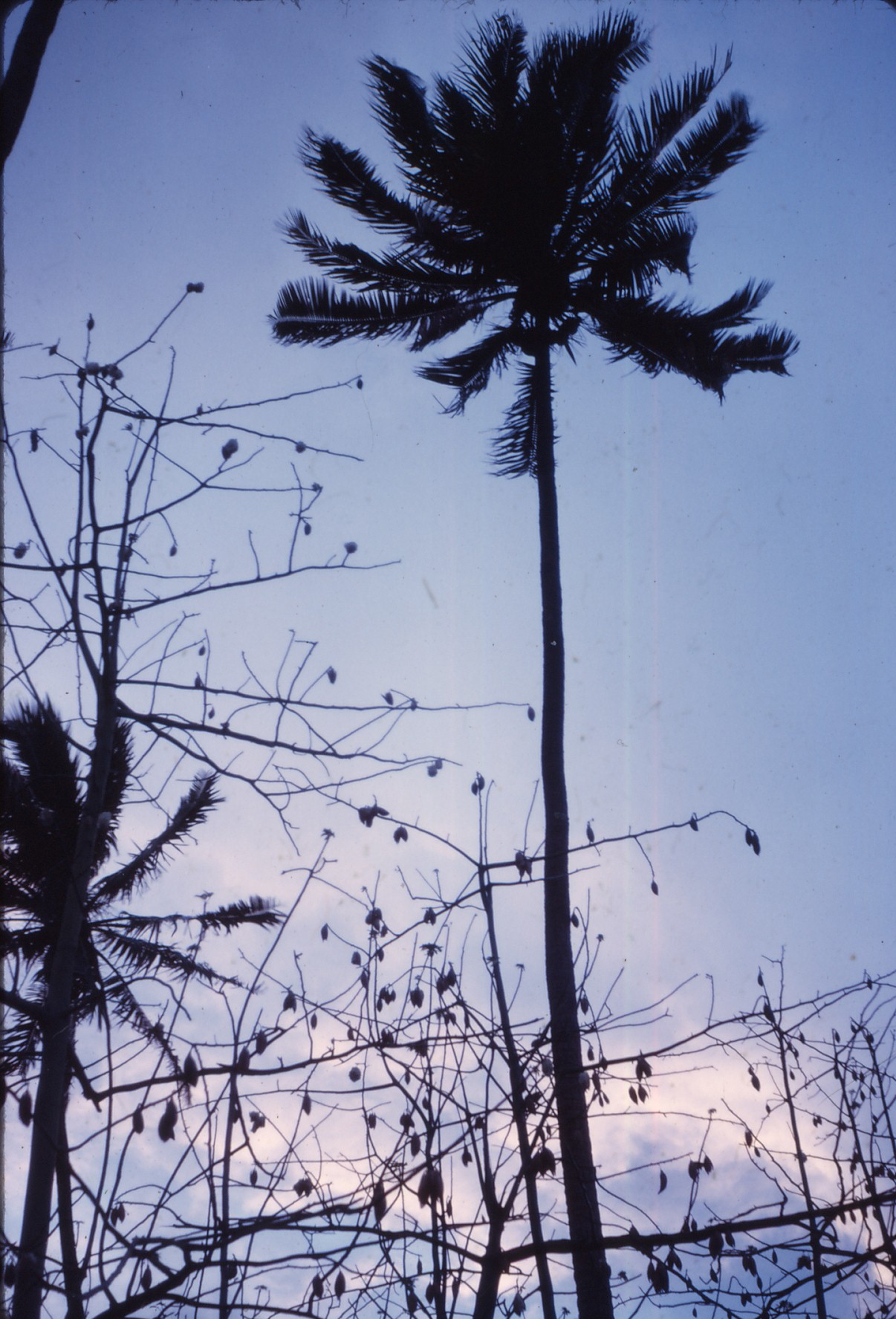
Baccelli di vaniglia a Tahaa
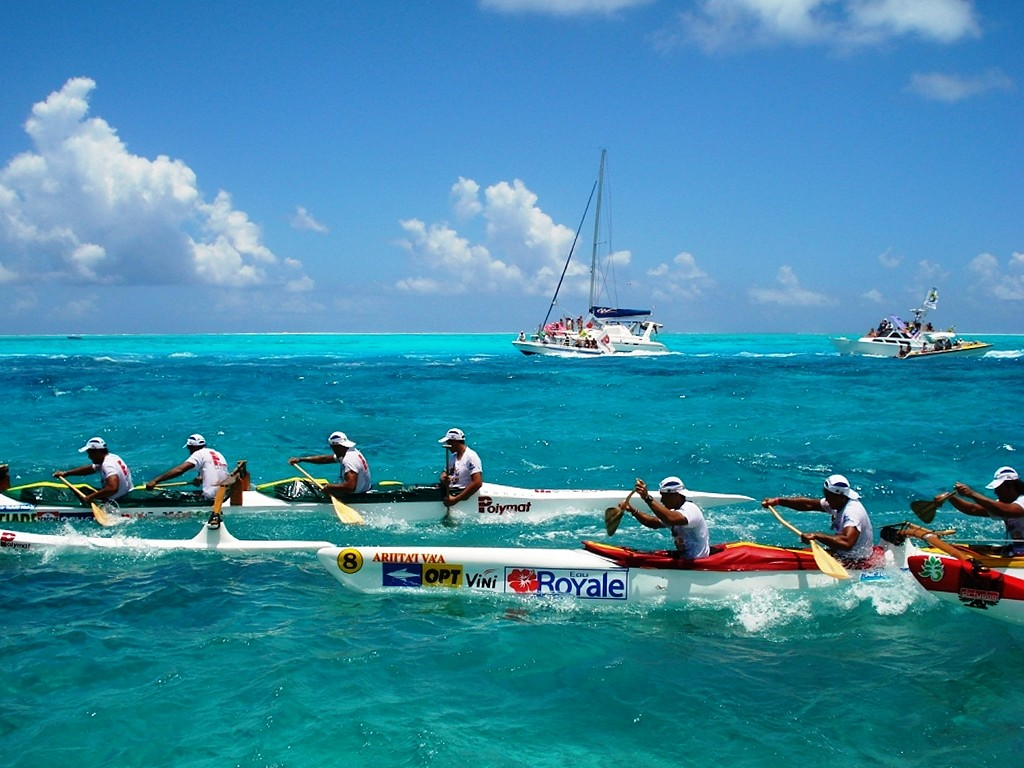
L'Hawaiki Nui Va'a